# Bekján Ozdóyev
Bekján Ozdóyev –en ruso, бекхан Оздоев– (15 de mayo de 1993) es un deportista ruso que compite en lucha grecorromana. Ganó una medalla de plata en el Campeonato Europeo de Lucha de 2018, en la categoría de 87 kg.

## Palmarés internacional
| Campeonato Europeo | Campeonato Europeo | Campeonato Europeo | Campeonato Europeo |
| Año                | Lugar              | Medalla            | Categoría          |
| ------------------ | ------------------ | ------------------ | ------------------ |
| 2018               | Kaspisk (Rusia)    | Medalla de plata   | 87 kg              |